# كافاسو نووفو
كاڤاسّو نْوُوڤو ( فريوليان ) هي بلدية في مقاطعة بوردينوني في منطقة فريولي فينيتسيا جوليا الإيطالية ، وتقع على بعد حوالي 100 كيلومتر (62 ميل) شمال غرب ترييستي وحوالي 25 كيلومتر (16 ميل) شمال شرق بوردينوني.
تقع كاڤاسّو نْوُوڤو على حدود البلديات التالية: أربا و فانا و فريسانكو و ميدونو وسيكوالس.

## أشخاص معروفين
- لويس فرانشيسكون